# Luca Lai
Luca Lai (Oristano, 24 giugno 1992) è un velocista italiano.

## Biografia
Nel 2021 prese parte ai campionati europei indoor di Toruń, dove fu eliminato in batteria nella gara dei 60 metri piani.
Nel 2019 si diplomò campione italiano assoluto dei 60 metri piani indoor e conquistò la medaglia di bronzo nei 100 metri piani ai campionati italiani all'aperto. Nel 2021 conquistò la sua seconda medaglia di bronzo nazionale nei 60 metri piani ai campionati indoor.

## Progressione

### 60 metri piani indoor
| Stagione | Tempo | Luogo      | Data      | Rank. Mond. |
| -------- | ----- | ---------- | --------- | ----------- |
| 2022/23  | 6"65  | Ancona     | 15-1-2023 | 129º        |
| 2021/22  | 6"56  | Ancona     | 23-1-2022 | 27º         |
| 2020/21  | 6"64  | Ancona     | 24-1-2021 | 57º         |
| 2019/20  | 6"57  | Magglingen | 1-2-2020  | 13º         |
| 2018/19  | 6"68  | Ancona     | 17-2-2019 | 119º        |
| 2017/18  | 6"81  | Magglingen | 20-1-2018 | 552º        |
| 2016/17  | 6"78  | Magglingen | 28-1-2017 | 383º        |
| 2015/16  | 6"92  | Bergamo    | 14-2-2016 | 1326º       |
| 2014/15  | 6"85  | Magglingen | 24-1-2015 | 637º        |
| 2013/14  | 6"97  | Bergamo    | 2-2-2014  | 1620º       |

### 100 metri piani
| Stagione | Tempo | Luogo             | Data      | Rank. Mond. |
| -------- | ----- | ----------------- | --------- | ----------- |
| 2023     | 10"43 | Perugia           | 20-5-2023 | 863º        |
| 2022     | 10"41 | La Chaux-de-Fonds | 2-7-2022  | 719º        |
| 2021     | 10"33 | Bulle             | 10-7-2021 | 347º        |
| 2020     | 10"22 | Bulle             | 11-7-2020 | 62º         |
| 2019     | 10"24 | La Chaux-de-Fonds | 30-6-2019 | 169º        |
| 2018     | 10"40 | La Chaux-de-Fonds | 1-7-2018  | 461º        |
| 2017     | 10"78 | Savona            | 19-4-2017 | 2535º       |
| 2016     | 10"78 | Cinisello Balsamo | 24-9-2016 | 2424º       |
| 2015     | 10"83 | Pavia             | 3-5-2015  | 2857º       |
| 2014     | 10"89 | La Chaux-de-Fonds | 6-7-2014  | 3512º       |
| 2013     | 10"81 | Gavardo           | 19-5-2013 | 2447º       |
| 2012     | 10"91 | Cagliari          | 14-7-2012 | 3432º       |
| 2011     | 10"78 | Arzana            | 30-7-2011 | 1937º       |
| 2010     | 10"71 | Nuoro             | 14-7-2010 | 1405º       |
| 2009     | 11"31 | Orroli            | 4-9-2009  |             |

### 200 metri piani
| Stagione | Tempo | Luogo             | Data      | Rank. Mond. |
| -------- | ----- | ----------------- | --------- | ----------- |
| 2021     | 20"98 | La Chaux-de-Fonds | 14-8-2021 | 507º        |
| 2020     | 21"21 | Donnas            | 18-7-2020 | 461º        |
| 2019     | 22"10 | Nembro            | 2-6-2019  | 5167º       |
| 2018     | 21"66 | Locarno           | 5-6-2018  | 2307º       |
| 2017     | 21"93 | Nuoro             | 3-9-2017  | 3496º       |
| 2016     | 22"23 | Gavardo           | 5-7-2016  | 5074º       |
| 2015     | 22"45 | Milano            | 10-5-2015 |             |
| 2014     | 22"59 | La Chaux-de-Fonds | 6-7-2014  |             |
| 2013     | 22"79 | Sassari           | 1-5-2013  |             |
| 2012     | 22"21 | Dorgali           | 9-6-2012  | 4635º       |
| 2010     | 22"49 | Pescara           | 19-6-2010 |             |
| 2009     | 22"97 | Sassari           | 11-9-2009 |             |

### 200 metri piani indoor
| Stagione | Tempo | Luogo      | Data      | Rank. Mond. |
| -------- | ----- | ---------- | --------- | ----------- |
| 2017/18  | 22"12 | Magglingen | 20-1-2018 | 1248º       |
| 2015/16  | 22"49 | Magglingen | 31-1-2016 | 2026º       |
| 2014/15  | 22"64 | Magglingen | 25-1-2015 |             |

## Palmarès
| Anno | Manifestazione | Sede  | Evento     | Risultato | Prestazione | Note |
| ---- | -------------- | ----- | ---------- | --------- | ----------- | ---- |
| 2021 | Europei indoor | Toruń | 60 m piani | Batteria  | 6"73        |      |

## Campionati nazionali
- 1 volta campione nazionale assoluto dei 60 m piani indoor (2019)

2009
- Bronzo ai campionati italiani allievi, 110 m hs (91,4 cm) - 15"03

2010
- Eliminato in batteria ai campionati italiani juniores, 100 m piani - 10"98
- Eliminato in batteria ai campionati italiani juniores, 200 m piani - 22"49

2013
- Eliminato in batteria ai campionati italiani under 23, 100 m piani - 10"90

2014
- Eliminato in semifinale ai campionati italiani under 23 indoor, 60 m piani - 6"98
- Eliminato in batteria ai campionati italiani under 23, 100 m piani - 10"98

2015
- Eliminato in batteria ai campionati italiani assoluti indoor, 60 m piani - 6"93
- Argento ai campionati italiani assoluti indoor, staffetta 4×1 giro - 1'29"34

2016
- Eliminato in batteria ai campionati italiani assoluti indoor, 60 m piani - 7"08

2017
- Eliminato in semifinale ai campionati italiani assoluti indoor, 60 m piani - 6"90

2018
- Eliminato in semifinale ai campionati italiani assoluti indoor, 60 m piani - 6"85

2019
- Oro ai campionati italiani assoluti indoor, 60 m piani - 6"71
- Bronzo ai campionati italiani assoluti, 100 m piani - 10"44

2020
- dns in finale ai campionati italiani assoluti, 100 m piani

2021
- Bronzo ai campionati italiani assoluti indoor, 60 m piani - 6"74

2023
- Eliminato in batteria ai campionati italiani assoluti indoor, 60 m piani - 6"76